# Hans Tikkanen
Hans Christian Tikkanen (* 6. Februar 1985 in Karlstad) ist ein schwedischer Schachspieler. Er ist Schwedens 20. Schachgroßmeister.

## Leben
Hans Tikkanen ist der Sohn des Internationalen FIDE-Schiedsrichters Tapio Tikkanen (* 1947) und studiert Psychologie. Sein Verein ist der südschwedische Lunds ASK.

## Erfolge

### Turniere
2002 gewann er in Skara die schwedische U20-Meisterschaft. 2011 siegte er beim Fynsmesterskabet in Odense und teilte sich mit Wesley So und Anish Giri den ersten Platz beim Sigeman & Co Chess Tournament in Malmö.
Im Juli 2011 gewann er in Västerås mit 6,5 Punkten aus 9 Partien die schwedische Landesmeisterschaft vor Jonny Hector und Pia Cramling. Im Juli 2012 in Falun wurde Tikkanen erneut Landesmeister, nachdem er sich in einem Stichkampf gegen Bengt Lindberg, Axel Smith und Emanuel Berg durchsetzen konnte. Den Titel verteidigte er im Juli 2013 in Örebro im Stichkampf gegen Nils Grandelius. Zum vierten Mal wurde Tikkanen 2017 in Stockholm schwedischer Einzelmeister. Seinen fünften Titel gewann Tikkanen im Juli 2018 in Ronneby.

### Titel und Rating
Nach sechs IM-Normen erhielt er im November 2007 den Titel Internationaler Meister. Die Normen erzielte er beim Czech-Open in Pardubice im Juli 2003, bei dem er Pavel Blatný besiegen konnte, bei der Juniorenweltmeisterschaft im Dezember 2004 in Kochi, Indien mit unter anderem einem Sieg gegen Jan Smeets, bei der Mannschaftseuropameisterschaft 2005 in Göteborg (mit Übererfüllung), bei der er für Schweden 3 spielte und unter anderem gegen Jonny Hector gewann, in der schwedischen Mannschaftsmeisterschaft 2006/07, beim 36. Rilton Cup in Stockholm im Januar 2007 sowie in der B-Gruppe des Großmeister-Turniers in Olmütz im August 2007.
Großmeister ist er seit Oktober 2010. Die notwendigen Normen erzielte er zwischen dem 31. Juli und dem 12. September 2010 innerhalb von sechs Wochen – die erste bei seinem zweiten Platz hinter Anton Korobow beim Czech-Open in Pardubice mit Übererfüllung, die zweite beim Pokal der Aleksandras-Stulginskis-Universität in Kaunas (ebenfalls mit Übererfüllung), den er gewann, sowie die dritte beim Turnier XtraCon 5 in Borup bei Køge mit Siegen gegen unter anderem Tiger Hillarp Persson und Kaido Külaots.
Im Februar 2015 liegt er auf dem fünften Platz der schwedischen Elo-Rangliste.

### Nationalmannschaft
Mit der schwedischen Nationalmannschaft nahm Tikkanen an den Schacholympiaden 2012 und 2014 und den Mannschaftseuropameisterschaften 2005 (in Schwedens dritter Mannschaft), 2011 und 2013 teil.

### Vereine
In der schwedischen Elitserien spielt Tikkanen seit der Saison 1999/2000 mit dem Lunds ASK. Er wurde mit diesem 2011 und 2019 schwedischer Mannschaftsmeister und nahm am European Club Cup 2011 teil. In der deutschen Bundesliga spielte er in der Saison 2011/12 mit dem SC Hansa Dortmund, in der isländischen Mannschaftsmeisterschaft spielte er in der Saison 2009/10 für Haukar, in Norwegen spielte er in der Saison 2007/08 für den Schakklubben av 1911 und von 2011 bis 2013 für den Kristiansunds SK. In der dänischen Skakligaen spielte er in der Saison 2015/16 für den Charlottenlunder Verein Philidor, mit dem er Meister wurde, sowie in der Saison 2018/19 für das Team Xtracon Køge, mit dem er ebenfalls den Titel gewann.

## Veröffentlichungen
- mit Axel Smith: The Woodpecker Method. Quality Chess, Glasgow 2019, ISBN 978-1-78483-055-7.